# 경혼
경혼(慶渾, 1498년 ~ 1568년)은 조선의 문신이다. 본관은 청주(淸州). 자는 언회(彦晦)이다. 고려 시중(侍中) 경복흥의 8세손이다.

## 생애
1498년(연산군 4) 7월 23일에 태어났다. 기질(氣質)이 비범하고 덕스러운 기국(器局)이 숙성하였다.
1522년(중종 17) 진사가 되고, 1533년 별시문과에 병과로 급제하여 예문관 검열이 되었다.
1539년(중종 34) 병조좌랑(兵曹佐郞)을 지내고, 1543년 사헌부 장령과 헌납(獻納), 직강(直講)을 지냈다. 1544년(중종 39) 사간원사간으로서 기묘사화로 화를 입은 조광조(趙光租) 등의 신원(伸寃)을 청하였다.
1545년(인종 1) 사헌부 집의, 1547년 예빈시 정, 승문원 판교(承文院判校)를 지냈으며, 통훈대부(通訓大夫) 홍문관 직제학 지제교 겸 경연 시강관으로서 『중종실록』 편찬에 참여하였다.
1549년(명종 4) 대사간이 되었다. 1550년 병조참의를 거쳐 홍문관부제학이 되었다. 그 뒤 충청도관찰사와 예조·이조·호조·병조의 참의를 역임한 뒤 1559년 좌부승지에 올랐다. 1561년 장례원 판결사로 활동하고, 1563년 오위장(五衛將)을 지냈다.
가선대부(嘉善大夫)에 올랐고 왕으로부터 특별히 금권(金圈)을 하사 받아 보관해 두어 자손(子孫)들의 보배로 삼게 하였다. 이조 참판이 되어 미처 임금의 은혜에 치사(致謝)하지 못한 채 진복창(陳復昌)의 헐뜯음을 당하여 체임되고, 동지중추부사(同知中樞府事)가 되어 1568년(선조 원년) 5월 8일에 졸(卒)하니 향년(享年) 71세이다. 경기도 여주(驪州) 양화리(楊和里) 선영(先塋) 아래 미좌 축향(未坐丑向)의 산록에 장사지냈다. 외고손자 윤증(尹拯)이 그의 묘갈명을 작성하였다.

## 가족
7대조는 고려 시중 경복흥이고, 6대조는 참찬문하부사(參贊門下府事) 경의(慶義)이며, 5대조인 경습(慶習)은 순위사 대장군(巡衛司大將軍), 사헌부 중승(司憲府中丞)이다. 고조부인 경여(慶餘)는 검교 중추원 부사(檢校中樞院副使)로 병조 참판(兵曹參判)에 추증되었다.
- 증조부 : 삭녕군수(朔寧郡守) 경유형(慶由亨)
  - 조부 : 진산군수(珍山郡守) 경면(慶綿)
    - 아버지 : 지평 경세청(慶世淸)

  - 외조부 : 군수(郡守) 김양완(金良琓)
    - 어머니 : 상주 김씨(尙州金氏)
    - 처부 : 제용감 첨정(濟用監僉正) 허빙(許砯)
      - 배우자 : 정부인(貞夫人) 양천 허씨(陽川許氏)
        - 장남 : 현감(縣監) 경시형(慶時衡)
        - 며느리 : 첨정(僉正) 성한영(成漢英)의 딸
          - 손자 : 부사정(副司正) 경린(慶遴)

        - 차남 : 헌납(獻納) 경시성(慶時成)
        - 며느리 : 전한(典翰) 박난영(朴蘭英)의 딸
          - 손자 : 참판 경섬(慶暹)
          - 손자 : 좌랑(佐郞) 경선(慶選)
          - 손자 : 군수(郡守) 경지(慶遲)
          - 손자 : 현감 경달(慶達)

        - 3남 : 생원(生員) 경시영(慶時英)
        - 장녀 : 통덕랑(通德郞) 정희준(鄭希俊)에게 출가
        - 차녀 : 증 이조 참판 윤창세(尹昌世)에게 출가
          - 외손자 : 대사간(大司諫) 윤황(尹煌)